# Ostajnica nakrapiana
Ostajnica nakrapiana (Chalcides ocellatus) – gatunek jaszczurki z rodziny scynkowatych (Scincidae).

## Występowanie
Występuje w północnej i północno-wschodniej Afryce, południowo-zachodniej Azji, w Europie występuje na Sardynii, Sycylii, w Grecji w Attyce i Peloponezie oraz na greckich wyspach.
Przebywa w suchych i nasłonecznionych miejscach, głównie w widnych lasach z bogatym poszyciem, w zaroślach makii oraz na zdziczałych terenach uprawnych.

## Opis
Osiąga do 30 cm długości całkowitej. Ciało krępe, gładkołuskie. Ma szeroki tułów, grubą szyję oraz spiczastą głowę z małymi oczami. Nogi krótkie. Ogon spiczasty.
Ubarwienie zmienne w różnych odcieniach żółci, brązu i szarości. Na grzbiecie znajduje się rysunek tworzony przez mniej lub bardziej równomiernie ułożone czarne plamy wielkości łusek z białym środkiem. Czasami plamy te zlewają się w poprzeczne pasy. Brzuch koloru białawego, żółtawego lub jasnoszarego.

## Tryb życia
Przebywa przeważnie w ukryciu, choć jest aktywna cały dzień. Pokarmu szuka w ściółce leśnej lub w luźnej glebie. Czasami na krótko wychodzi na odsłonięte miejsca, aby się ogrzać.

## Odżywianie
Odżywia się małymi bezkręgowcami i jaszczurkami.

## Rozród
Żyworodna.